# Nadrzeczna olszyna górska
Nadrzeczna olszyna górska Alnetum incanae (Lüdi 1921) – zespół leśny należący do lasu wilgotnego, do grupy łęgów podgórsko-górskich.
Są to lasy występujące na aluwiach rzecznych w górach. Zasięg zespołu w Polsce jednoznacznie ograniczony jest do obszarów górskich, tzn. nie wychodzi poza granice trzech działów geobotanicznych: Sudeckiego, Zachodniokarpackiego i Wschodniokarpackiego. Jednak trudno jest oszacować rzeczywiste rozprzestrzenienie zespołu, m.in. dlatego, że w zestawieniu leśnym opierającym się na danych z lasów państwowych nie znaleziono danych o występowaniu lasu łęgowego górskiego.
Główne gatunki:
- Alnus incana olsza szara - (gatunek charakterystyczny)
- Geranium phaeum bodziszek żałobny (gatunek charakterystyczny)
- Angelica sylvestris dzięgiel leśny
- Carduus personata oset łopianowaty
- Chaerophyllum hirsutum świerząbek orzęsiony
- Euphorbia amygdaloides wilczomlecz migdałolistny
- Petasites hybridus lepiężnik różowy
- Petasites kablikianus lepiężnik wyłysiały
- Senecio ovatus starzec jajowaty (in. nazwa: starzec Fuchsa Senecio fuchsii)
- Senecio nemorensis starzec gajowy
- Symphytum cordatum żywokost sercowaty
- Tussilago farfara podbiał pospolity